# Quaestor (University of St Andrews)
Der Quaestor (deutsch: Quästor) der University of St Andrews, in Schottland, ist ein leitender Angestellter, der für die Finanzen der Universität verantwortlich ist. Das Amt ist ungefähr äquivalent zu dem eines Schatzmeisters, Chief Financial Officer oder Chief Operating Officer in anderen Institutionen. Der Quaestor ist zugleich der Hausverwalter der Universität.
Der Quaestor ist Mitglied des Büros des Schulleiters und arbeitet unter den Anweisungen des Schulleiters der University of St. Andrews, welcher der Chief Executive Officer der Universität ist.
Der Quaestor ist seit dem 1. August 2024 Derek Watson FFCA.